# パトリック・ヘアマン
パトリック・ヘアマン（Patrick Herrmann、1991年2月12日 - ）は、ドイツの元サッカー選手。

## 経歴
FCウフテルファンゲンでサッカー選手のキャリアを始める。2004年に1.FCザールブリュッケンへ移籍、2008年よりボルシアMG所属。2010年にトップチームへ昇格。ブンデスリーガ初出場は2010年1月16日、VFLボーフム戦。79分に交代出場をするとその数秒後にファビアン・ベッカーのゴールをアシストし、公式戦デビューに華を添えた。2010年8月にはバイヤー・レバークーゼン相手に初ゴール、2得点をあげた。2024年4月25日、シーズン終了後に現役を引退することを表明した。

## エピソード
チーム内ではその痩身からイゴール・デ・カマルゴ、フアン・アランゴに与えられた「Flaco」というニックネームで呼ばれている。